# Anisopodus
Anisopodus är ett släkte av skalbaggar. Anisopodus ingår i familjen långhorningar.

## Dottertaxa tillAnisopodus, i alfabetisk ordning[1]
- Anisopodus acutus
- Anisopodus affinis
- Anisopodus andicola
- Anisopodus arachnoides
- Anisopodus batesi
- Anisopodus bellus
- Anisopodus brevis
- Anisopodus callistus
- Anisopodus cognatus
- Anisopodus consimilis
- Anisopodus conspersus
- Anisopodus costaricensis
- Anisopodus curvilineatus
- Anisopodus curvipes
- Anisopodus degener
- Anisopodus dispar
- Anisopodus dominicensis
- Anisopodus elongatus
- Anisopodus gracillimus
- Anisopodus haliki
- Anisopodus hamaticollis
- Anisopodus hiekei
- Anisopodus humeralis
- Anisopodus jaculus
- Anisopodus latus
- Anisopodus ligneus
- Anisopodus lignicola
- Anisopodus longipes
- Anisopodus macropus
- Anisopodus melzeri
- Anisopodus mexicanus
- Anisopodus nigripes
- Anisopodus phalangodes
- Anisopodus prolixus
- Anisopodus puncticollis
- Anisopodus punctipennis
- Anisopodus scriptipennis
- Anisopodus sparsus
- Anisopodus strigosus
- Anisopodus subarmatus
- Anisopodus varius
- Anisopodus xylinus